# Pseudophilautus mittermeieri
Philautus mittermeieri es una especie de ranas que habita en Sri Lanka. 
Esta especie se encuentra amenazada de extinción debido a la destrucción de su hábitat natural.